# Theatrum orbis terrarum

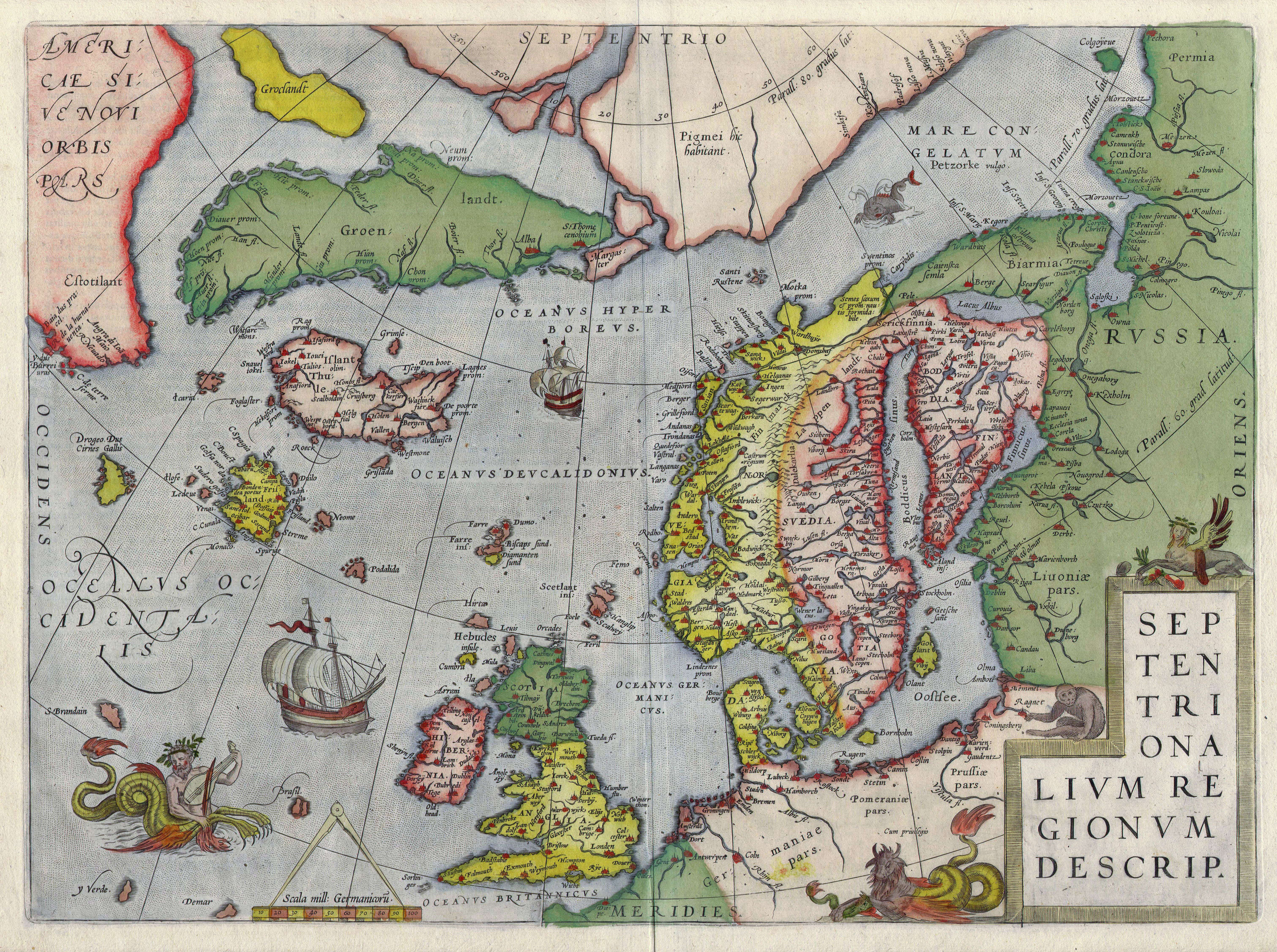
Karta över Nordatlanten som visar de Grönland, Island, Irland, Skandinavien och Finland, samt delar av nuvarande nordöstra Kanada och de norra delarna av Centraleuropa.

Theatrum Orbis Terrarum ("Världskartan") är ett kartverk av den flamländske kartografen Abraham Ortelius, som anses vara den första moderna atlasen. Den trycktes för första gången i Antwerpen den 20 maj 1570 och bestod av 70 likartade kartor i dubbelfolio utförda i kopparstick av illustratören Frans Hogenberg tillsammans med texter på totalt 53 ark sammanbundna i bokform. Innan slutet av 1572 utkom verket i tre latinska utgåvor, förutom en holländsk, en fransk och en tysk utgåva. 

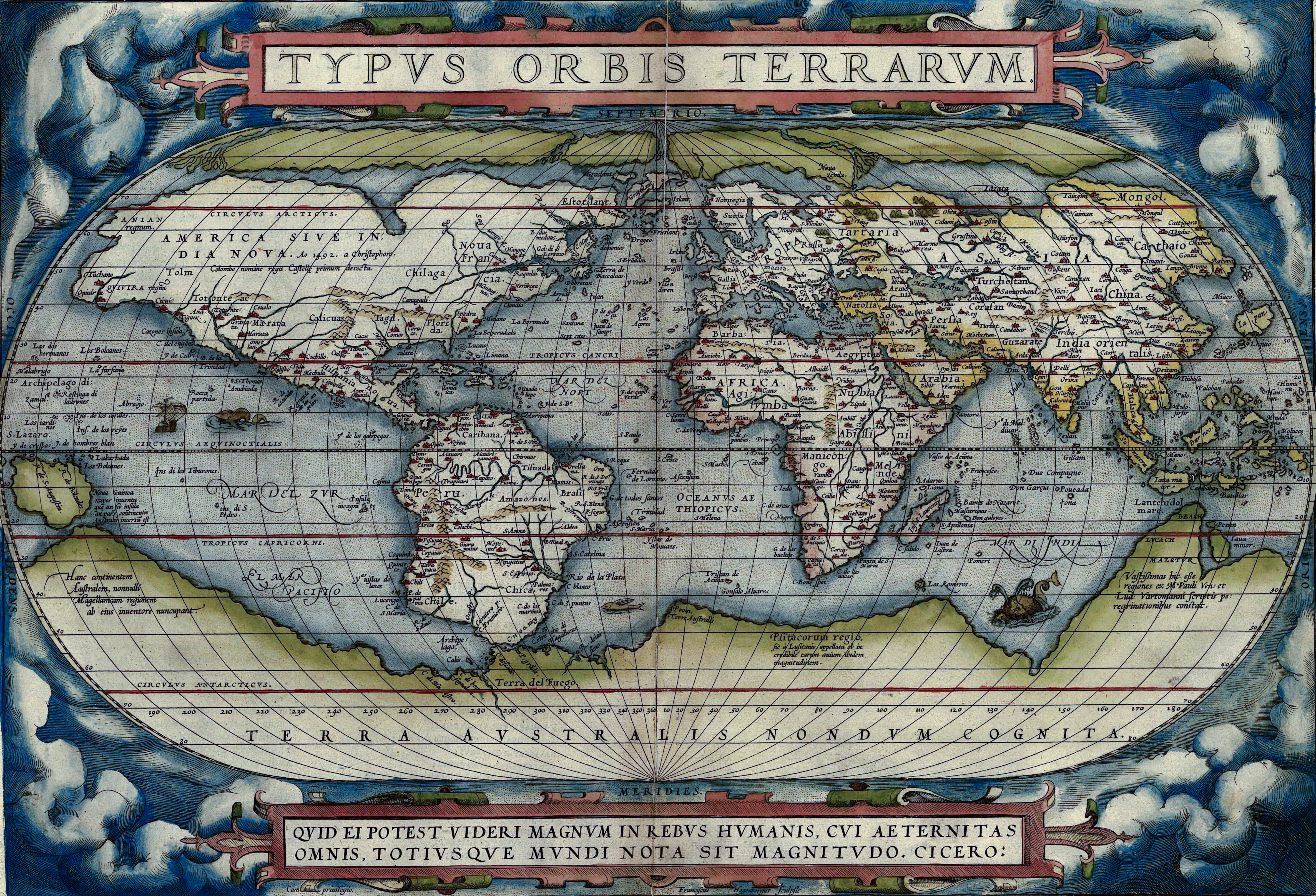
Världskartan ur Theatrum Orbis Terrarum

Ortelius utförde inga kartor själv, utan hans arbete gick ut på att samla in redan existerande kartor, som han sedan klistrade upp på väv, färglade och sålde. Denna verksamhet visade sig så lönande att den resulterade i flera resor världen över för att komma över de bästa kartexemplaren från denna tid, som slutligen samlades i Theatrum. Denna atlas hänvisas ofta till som sammanfattningen av 1500-talets kartografi. Till atlasen fogade Otrelius en källförteckning (Catalogus Auctorum) med namnen på de ursprungliga upphovsmännen till kartorna, namn som annars hade varit helt okända.
Theatrum kom till vid en tid då den europeiska kartproduktionen förflyttades från Italien till just Antwerpen, där Ortelius var verksam. Flera kartböcker hade tidigare producerats, mycket på grund av alla de nya upptäckter som särskilt portugisiska upptäcktsresande gjorde världen över, men dessa var av en annan typ än Otrelius atlas. Ofta bestod de av beskrivande texter eller bara väggkartor sammanbundna till samlade verk. Inga av dem samlade kartorna i ett likartat tryckformat där kartor och text enades för att skapa ett större sammanhang. Ortelius lade lika stor vikt vid alla element av kartorna, liksom de tillhörande texterna. Tidigare hade kartor mest producerats för att tillhandahålla beställarens behov.
Efter den första utgåvan av Theatrum redigerade och utökade Ortelius atlasen och gav ut den i olika format fram till sin död år 1598, totalt 25 utgåvor under dennes levnadstid. Efter Ortelius död fortsatte atlasen att ges ut, då den fortsatte att vara efterfrågad, fram till 1612. Från de ursprungliga 70 kartorna och 87 texterna i den första utgåvan, växte den genom sina totalt 31 utgåvor till att omfatta 183 beskrivningar och 167 kartor år 1612.